# イーサン・ブラックアダー
- イーサン・ブラッカダー

イーサン・ブラックアダー（Ethan J. Blackadder、1995年3月22日 -）は、ニュージーランドのラグビーユニオン選手で、ニュージーランド国内ラグビーリーグ Bunnings NPCのチームであるTasmanとSuper Rugbyのチームのクルセイダーズでプレイしている。ポジションはフランカー。父親は元All Blacksプレーヤーで東芝ブレイブルーパスヘッドコーチのトッド・ブラックアダー。

## 学生時代
イーサンは、ネルソン・ラグビー・クラブでラグビーをプレーした。 2008年から2012年までネルソン大学で教育を受けた。

## タスマン
イーサンは、ダニーデンで行われた2016年マイター10カップ第4戦のオタゴ戦でタスマンデビューを果たした。彼は2019年にMitre 10 Cupで初めて優勝したタスマンマコのチームの一員だった。イーサンは2020年のマイター10カップを負傷で欠場したが、タスマンマコは2年連続でプレミアシップのタイトルを獲得した。

## クルセイダーズ
イーサンは、2018年のスーパーラグビーシーズンのクルセイダーズのメンバーに選出された。デビュー戦は第10戦のサンウルブズ戦で、後にクルセイダーズのルーキー・オブ・ザ・イヤーに選ばれた。イーサンは、2021年のスーパーラグビー・アオテアロア決勝でクルセイダーズがチーフスに24-13で勝利し、チームが5連覇を達成した試合でフル出場していた。素晴らしいシーズンを過ごした後、イーサンは2021年のクルセイダーズアワードでチームメイトからチャンピオンクルセイダーオブザイヤーに選ばれた。 しかし、2022年のスーパーラグビーパシフィックシーズンの後半にシーズン終了の怪我を負った。ただ、クルセイダーズはその年の決勝でブルーズに7-21で勝利した。

## All Blacks
2021年のスーパーラグビーシーズンで素晴らしい活躍を見せたイーサンは、7月のスタインラガーシリーズでトンガとフィジーと対戦するAll Blacksのメンバーに選出された。彼はマウント・スマート・スタジアムでのトンガ戦でデビューしオールブラックスの番号1195になりました。その試合でイーサンはベンチから出場し結果、102-0でAll Blacksが勝利した。彼は2021年のラグビーチャンピオンシップと年末のヨーロッパツアーの旅行チームに選出された。イーサンは2023年ラグビワールドカップのAll Blacks代表には選ばれていなかったが、エモニ・ナラワがフランスとの初戦前に背中を負傷したためそのカバーとして招集された。